# Todtenbronnen
Das Gebiet Todtenbronnen ist ein mit Verordnung vom 12. November 1982 durch das Regierungspräsidium Karlsruhe ausgewiesenes Naturschutzgebiet im Rhein-Neckar-Kreis.

## Lage
Das Naturschutzgebiet Todtenbronnen liegt zwischen Schönbrunn und Schwanheim an der Kreisstraße 4105. Es gehört zum Naturraum Sandstein-Odenwald.

## Bedeutung
Das Gebiet umfasst einen großen Feuchtbiotopkomplex mit zahlreichen Quellaustritten, Seggenrieden, Pfeifengraswiesen, Feuchtgebüschen und Wald. Durch das Gebiet fließt der Lohwiesengraben. Das Gebiet hat eine besondere Bedeutung für Amphibien und wassergebundene Insektenarten.

## Schutzzweck
Wesentlicher Schutzzweck ist laut Schutzgebietsverordnung „die Erhaltung eines naturnahen Quellengebietes mit Pflanzengemeinschaften feuchtnasser Standorte sowie mit beginnender Flachmoorbildung als Lebensraum für gefährdete und vom Aussterben bedrohte Tier- und Pflanzenarten.“

## Zusammenhängende Schutzgebiete
Das Gebiet liegt eingebettet in das Landschaftsschutzgebiet Neckartal I-Kleiner Odenwald und gehört zum FFH-Gebiet Odenwald-Neckargemünd  und liegt im Naturpark Neckartal-Odenwald. Die Hermann-Münz-Eiche im Osten des Gebiets ist als Naturdenkmal geschützt.